# Miguel de la Vega Inclán y Palma
Miguel de la Vega Inclán y Palma   (Medina Sidonia, 23 de març de 1820 - San Juan, 31 de juliol de 1884) va ser un militar espanyol, governador de Puerto Rico.
De jove va ingressar en l'exèrcit, en l'arma de Cavalleria, per desig del seu pare, el Tinent General Benigno de la Vega-Inclán y Enríquez. Va intervenir en el pronunciament de Torrejón de Ardoz, el 1843, que va acabar amb la regència d'Espartero, ascendint a comandant de cavalleria. El 1853 va ascendir a coronel. Va contreure matrimoni amb Elisa Flaquer Ceriola, la filla menor de Jorge Flaquer Pedrines i Josefa Ceriola Castellá, i el 1858 van tenir el seu primer fill Benigno Vega-Inclán y Flaquer.
Ascendit a Brigadier, va ocupar el càrrec de Governador Militar de Valladolid i Capità General interí, així com el de Coronel honorífic del Regiment de Lanceros d'Espanya. Va assumir el càrrec de governador militar de Puerto Rico des de novembre de 1882 fins a juliol de 1884, tenint com a ajudant el seu fill Benigno, que anys més tard va heretar el títol i va fundar el Museu del Romanticisme a Madrid i la xarxa de Paradors Nacionals d'Espanya.
Va morir víctima de l'epidèmia de febre groga el 31 de juliol de 1884 a San Juan. Enterrat a Puerto Rico, les seves restes van ser portades a Espanya el 1913. Entre les seves condecoracions es troben la Creu de Sant Ferran, la Creu Vermella al Mèrit Militar i l'Ordre de l'Àguila Vermella de Prússia.